# The Glades
The Glades é uma série de televisão americana criada por Clifton Campbell e transmitida pela A&E a partir de 11 de julho de 2010. Em Portugal, foi transmitido pela FOX Portugal. Já no Brasil, a série foi lançada pelo canal de assinatura A&E. Mais tarde, a Rede Globo também transmitiu mas batizando o título de Destino Final: Palm Glade.

## Elenco
- Matt Passmore como Jim Longworth
- Kiele Sanchez como Callie Cargill
- Carlos Gómez como Dr. Carlos Sanchez
- Jordan Wall como Daniel Green
- Michelle Hurd como Colleen Manus
- Uriah Shelton como Jeff Cargill

## Temporadas
| Temporada | Temporada | Episódios | Exibição EUA         | Exibição EUA          | Data de lançamento em DVD | Data de lançamento em DVD | Data de lançamento em DVD |
| Temporada | Temporada | Episódios | Estreia de temporada | Final de temporada    | Região 1                  | Região 2                  | Região 4                  |
| --------- | --------- | --------- | -------------------- | --------------------- | ------------------------- | ------------------------- | ------------------------- |
|           | 1         | 13        | 11 de julho de 2010  | 3 de outubro de 2010  | 14 de junho de 2011       | 21 de janeiro de 2013     | 7 de março de 2012        |
|           | 2         | 13        | 5 de junho de 2011   | 5 de setembro de 2011 | 10 de julho de 2012       | —                         | 31 de dezembro de 2013    |
|           | 3         | 10        | 3 de junho de 2012   | 12 de agosto de 2012  | —                         | —                         | —                         |
|           | 4         | 13        | 27 de maio de 2013   | 26 de agosto de 2013  | —                         | —                         | —                         |